# Grado di prestazione
L'espressione grado di prestazione, nel linguaggio ferroviario, definisce quel numero attribuito alle singole tratte ferroviarie omogenee in cui viene divisa ogni linea ferroviaria in funzione della pendenza e della tortuosità; esso definisce in pratica la maggiore o minore resistenza al moto di un treno e in base a esso viene calcolata la prestazione delle locomotive cioè la massa rimorchiabile su quel determinato tratto di linea.
Il grado di prestazione della linea è quindi, praticamente, l'indicazione immediata della resistenza che la linea offre, in base alle sue caratteristiche altimetriche e planimetriche, cioè salite, discese e curve, a un qualsiasi tipo di mezzo di trazione che spinga o traini carri o carrozze.
Si ricorre all'uso del grado di prestazione per l'esigenza di attribuire ad un numero reale l'indicazione dell'andamento planoaltimetrico della tratta in oggetto intendendo con tale semplice numero sia il valore percentuale di pendenza che l'indice di tortuosità. I gradi di prestazione, nelle linee ferroviarie italiane, sono 31 e sono indicati in apposita colonna delle fiancate principali dell'Orario di Servizio in corrispondenza dell'inizio dei singoli tratti; Il grado 1 si riferisce alle linee o tratti di linea pianeggianti o in discesa. Gli altri gradi, in ordine progressivo, sono attribuiti alle linee o tratti di linea con resistenza alla trazione via via crescente in relazione alle livellette in salita ed alle curve. 
Per determinati tratti di linea con brevi livellette di acclività superiore a quella caratteristica del tratto stesso, il grado di prestazione è rappresentato da un numero ed un indice, in basso a destra (esempio 38) il numero definisce il grado di prestazione principale caratteristico del tratto più esteso, mentre l'indice definisce il grado di prestazione sussidiario relativo ai tratti più acclivi e di breve estensione.
Nel caso di ferrovie secondarie o brevi nelle quali si svolgano solo servizi con mezzi automotori il sistema non viene applicato.